# Çamlıbel
Çamlıbel (Grieks: Μύρτου, Myrtou) is een dorp in het district van Girne ten noorden van Güzelyurt. Het dorp valt, sinds 1983, onder de gemeente van Lapta in het Turkse deel van Cyprus.
Çamlıbel is gelegen ten zuidwesten van Girne op een hoogte van 270 meter boven de zeespiegel. Het ligt ten zuiden van de Pentadaktylos-bergen en was vanwege zijn positie tot 1974 het administratieve centrum van het gebied.
De meerderheid van de inwoners van Çamlıbel bestond uit boeren die het land bewerkten. Anderen werkten in Nicosia of Xeros. Ook waren er timmerlieden, werktuigkundigen, slagers, winkeliers in het dorp werkzaam, maar het aandeel was relatief veel lager. Na 1974 vestigden veel Turks-Cypriotische vluchtelingen van Androlikou en Baf zich in het dorp.